# كريم هادي شرهان
كريم هادي شرهان مواليد 1 فبراير 1963، هو لاعب كرة قدم عراقي سابق كان يلعب كمهاجم. شارك في دورة الألعاب العربية عام 1985. لعب هادي للعراق بين عام 1981 وعام 1987.